# Allorhadinorhynchus segmentatus
Allorhadinorhynchus segmentatus är en hakmaskart som beskrevs av Yamaguti 1959. Allorhadinorhynchus segmentatus ingår i släktet Allorhadinorhynchus och familjen Diplosentidae. Inga underarter finns listade i Catalogue of Life.